# Comuna Lekeberg
Lekeberg (Lekebergs kommun) este o comună din comitatul Örebro län, Suedia, cu o populație de 7.289 locuitori (2013).

## Geografie

### Zone urbane
Lista celor mai mari zone urbane din comună (anul 2015) conform Biroului Central de Statistică al Suediei:
| Nr | Zona urbană | Pop.  |
| -- | ----------- | ----- |
| 1  | Vintrosa    | 2.285 |
| 2  | Fjugesta    | 2.160 |
| 3  | Mullhyttan  | 534   |
| 4  | Gropen      | 212   |

## Demografie
| \| Evoluția demografică în comuna Lekeberg, 1995–2015 \| Evoluția demografică în comuna Lekeberg, 1995–2015 \| Evoluția demografică în comuna Lekeberg, 1995–2015 \| Evoluția demografică în comuna Lekeberg, 1995–2015 \| Evoluția demografică în comuna Lekeberg, 1995–2015 \| \| ----------------------------------------------------------------------------------------------------- \| -------------------------------------------------- \| -------------------------------------------------- \| -------------------------------------------------- \| -------------------------------------------------- \| \| An \| \| \| Locuitori \| \| \| 1995 \| 1995 \| \| 7054 \| 7054 \| \| 2000 \| 2000 \| \| 7008 \| 7008 \| \| 2005 \| 2005 \| \| 7081 \| 7081 \| \| 2010 \| 2010 \| \| 7134 \| 7134 \| \| 2015 \| 2015 \| \| 7492 \| 7492 \| \| Sursa: SCB - Statistika Centralbyrån, Folkmängd efter region, civilstånd, ålder och kön. År 1968–2016 \| \| \| \| \| |      |  |           |      |
| Evoluția demografică în comuna Lekeberg, 1995–2015 |      |  |           |      |
| An |      |  | Locuitori |      |
| 1995 | 1995 |  | 7054      | 7054 |
| 2000 | 2000 |  | 7008      | 7008 |
| 2005 | 2005 |  | 7081      | 7081 |
| 2010 | 2010 |  | 7134      | 7134 |
| 2015 | 2015 |  | 7492      | 7492 |
| Sursa: SCB - Statistika Centralbyrån, Folkmängd efter region, civilstånd, ålder och kön. År 1968–2016 |      |  |           |      |